# Adalia bipunctata
Adalia bipunctata, comummente conhecida como joaninha-de-dois-pontos ou joaninha-de-duas-pintas, é uma espécie de insetos coleópteros polífagos pertencente à família dos Coccinelídeos.

## Taxonomia
A autoridade científica da espécie é Linnaeus, tendo sido descrita no ano de 1758.

## Distribuição
Trata-se de uma espécie presente em todo o continente europeu, incluindo Portugal.
É comum encontrá-la em pomares, florestas e parques. Com efeito, são capazes de ser dar em praticamente qualquer tipo de vegatação, contanto haja afídios ou outros tipos de insectos pequenos, que lhe possam servir de alimento.

## Descrição
É uma joaninha, cujo formato do corpo pode variar entre o oval-arredondado e o semiesférico, que pode atingir até 5 milímetros de comprimento.
Esta espécie conta com significativo polimorfismo, pelo que se observa a ocorrência de variações fenotípicas entre os indivíduos desta espécie.
Caracteriza-se pelos chamativos élitros, geralmente, de coloração vermelha, sendo certo que também os há cor-de-laranja, pretos ou amarelos, embora estejam sempre assinalados com as duas epónimas pintas centrais, que podem ser vermelhas, amarelas ou pretas.
Há duas variantes particulares desta espécie: a quadripustulata, que exibe élitros pretos, exornados com quatros pintas vermelhas; e a sexpustulata, que também tem élitros pretos, os quais, por seu turno, se encontram assinalados com seis pintas vermelhas.
O pronoto desta espécie é negro, emoldurado com uma orla marginal branca, se bem que, em certos casos, esta superfície branca pode sobrepor-se ao negro, fazendo com se resuma a pequenas manchas centrais irregulares.
Quanto à cabeça, também é de coloração negra, amiúde exornada com duas pintas brancas entre os olhos. Tanto a superfície ventral, como as patas, antenas e os palpos apresentam uma coloração que alterna entre o preto e o castanho-avermelhado.
As larvas são compridas, com corpos moles, apresentando uma coloração negra e amarelada, com pintas brancas (de acordo com a bióloga  Margery Milne, assemelham-se a crocodilos pequeninos).

## Dieta e hábitos
É uma espécie zoófaga e polífaga, alimentando-se mormente de pulgões e afídios, de tal ordem que sói de ser usada no âmbito da agricultura biológica, como expediente de controlo de pragas.
Quando adulta, hiberna em grandes grupos, sob amontoados de folhas, troncos caídos e cascas grossas.

## Reprodução
As fêmeas depositam ovos amarelados no verso de folha e noutros espaços onde as futuras larvas possam encontrar alimento com facilidade. As pupas são pretas com manchas amarelas e frequentam a face das folhas.